# Venerupis
Venerupis Lamarck, 1818 é um género de moluscos bivalves marinhos pertencentes à família Veneridae, conhecidas pelo nome comum de amêijoas. As valvas são robustas e romboidais com os umbos voltados para dentro na parte anterior. A parte posterior é em forma de cunha e as margens interiores das valvas são lisas. Cada uma das valvas tem 3 ou 4 dentes cardeais. O pé é largo e os sifões são de comprimento mediano e unidos excepto na parte mais distal.

## Espécies
O World Register of Marine Species aceita as seguintes espécies como válidas:
- Venerupis anomala (Lamarck, 1818)
- Venerupis aspera (Quoy & Gaimard, 1835)
- Venerupis aurea (Gmelin, 1791)
- Venerupis bruguieri (Hanley, 1845)
- Venerupis cordieri
- Venerupis corrugata (Gmelin, 1791)
- Venerupis cumingii (G.B. Sowerby II, 1852)
- Venerupis declivis Sowerby, 1853
- Venerupis decussata (Linnaeus, 1758)
- Venerupis dura (Gmelin, 1791)
- Venerupis galactites (Lamarck, 1818)
- Venerupis geographica (Gmelin, 1791)
- Venerupis glandina (Lamarck, 1818)
- Venerupis largillierti (Philippi, 1847)
- Venerupis lucens (Locard, 1886)
- Venerupis rugosa (G.B. Sowerby II, 1854)
- Venerupis philippinarum (A. Adams & Reeve, 1850)
- Venerupis saxatilis (Fleuriau de Bellevue, 1802)
- Venerupis senegalensis (Gmelin, 1791)